# A világ könyvfővárosa
A világ könyvfővárosa (angol nyelven: World Book Capital) a UNESCO által évente egy-egy városnak adományozott cím. A címet elnyerő városok vállalják, hogy az év során önkormányzati, szakmai és más szervezetek széleskörű bevonásával programsorozatokat valósítanak meg a könyv- és az olvasás kultúrájának népszerűsítése és értékeinek terjesztése érdekében. 
A UNESCO főigazgatója felelős a városok kijelöléséért a tanácsadó bizottság tagjaival folytatott konzultációt követően. A cím adományozása nem jár pénzügyi díjjal. A program révén a UNESCO elismeri a címet elnyerő városnak a könyvek és az olvasás népszerűsítése iránti elkötelezettségét A könyv és a szerzői jog világnapja és a következő év április 23. közötti 12 hónapos időszakban. 

## A világ könyvfővárosacím nyertesei
| Év   | Város          | Ország                  |
| ---- | -------------- | ----------------------- |
| 2001 | Madrid         | Spanyolország           |
| 2002 | Alexandria     | Egyiptom                |
| 2003 | Delhi          | India                   |
| 2004 | Antwerpen      | Belgium                 |
| 2005 | Montréal       | Kanada                  |
| 2006 | Torino         | Olaszország             |
| 2007 | Bogotá         | Kolumbia                |
| 2008 | Amszterdam     | Hollandia               |
| 2009 | Bejrút         | Libanon                 |
| 2010 | Ljubljana      | Szlovénia               |
| 2011 | Buenos Aires   | Argentína               |
| 2012 | Jereván        | Örményország            |
| 2013 | Bangkok        | Thaiföld                |
| 2014 | Port Harcourt  | Nigéria                 |
| 2015 | Incshon        | Dél-Korea               |
| 2016 | Wrocław        | Lengyelország           |
| 2017 | Conakry        | Guinea                  |
| 2018 | Athén          | Görögország             |
| 2019 | Sardzsa        | Egyesült Arab Emírségek |
| 2020 | Kuala Lumpur   | Malajzia                |
| 2021 | Tbiliszi       | Grúzia                  |
| 2022 | Guadalajara    | Mexikó                  |
| 2023 | Accra          | Ghána                   |
| 2024 | Strasbourg     | Franciaország           |
| 2025 | Rio de Janeiro | Brazília                |

Budapest Főváros Önkormányzata pályázatot nyújtott be a cím elnyerésére 2023-ban, Pest és Buda egyesítésének 150. évfordulójának évében.